# Nils Lindh (idrottsman)

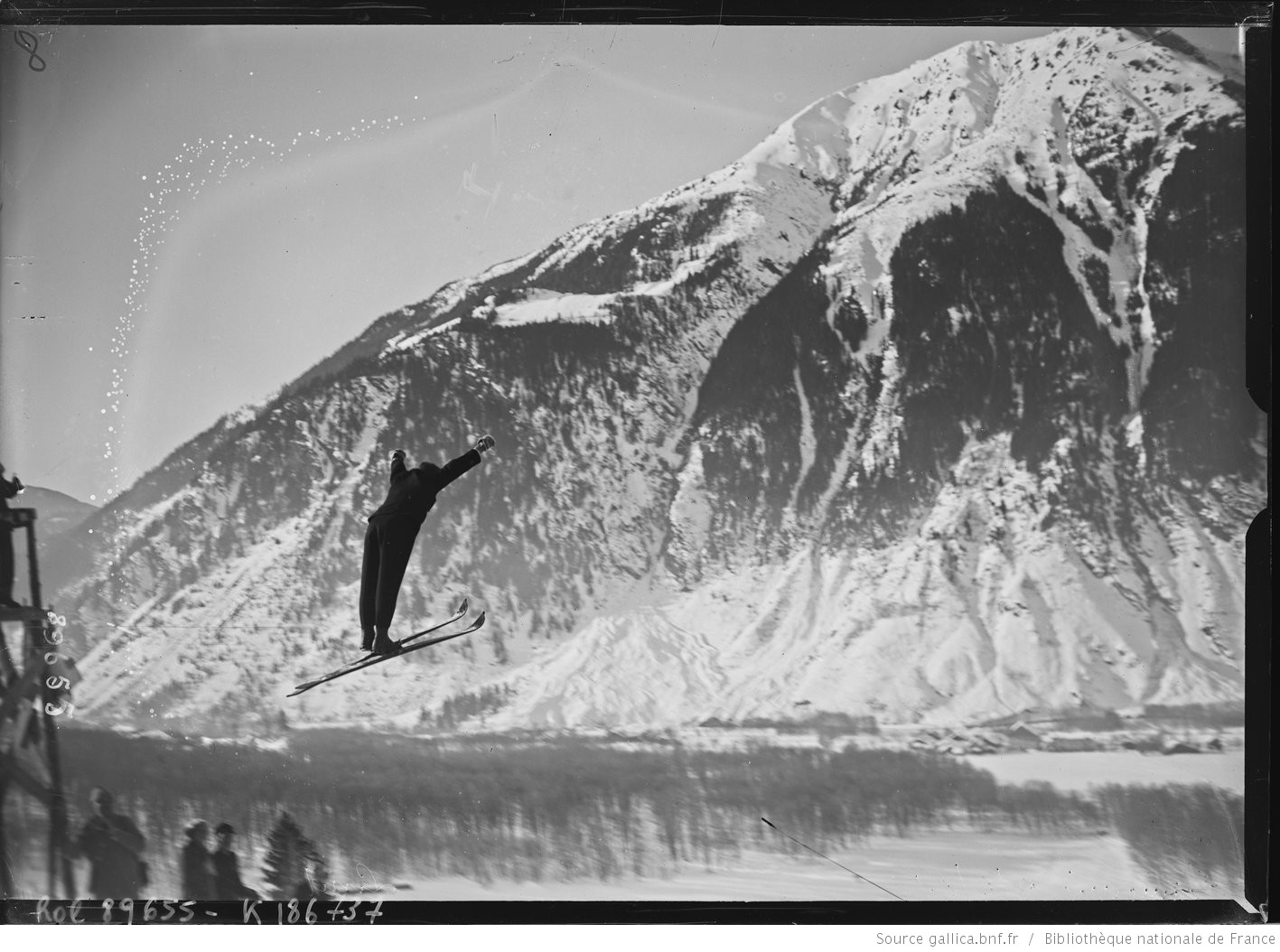
Lind i backhoppningstävlingen i Chamonix 1924.

Nils Erik Lindh, född 23 oktober 1889 i Stockholm, död 6 februari 1957 i Stockholm, var en svensk idrottare som var aktiv inom nordisk skidsport under 1920-talet som representerade Djurgårdens IF.

## Karriär
Nils Lindh blev svensk mästare i backhoppning första gången 1913. Han blev svensk mästare i backhoppning även 1918 och 1919.
Han medverkade vid olympiska vinterspelen 1924 i Chamonix i Frankrike. Lindh startade i backhoppning och slutade på nionde plats. I tävlingen i nordisk kombination fullföljde han inte. Lind låg på en delad 21:a plats efter längdskidåkningen, men startade inte i backhoppningen.